# کانال هوا
کانال هوا یا داکت (به انگلیسی: Duct) برای انتقال هوا در بسیاری از سیستم‌های تهویه مطبوع مورد استفاده قرار می‌گیرد. کانال هوا به‌طور کلی در دو نوع گرد و چهار گوش و با ورق گالوانیزه یا آلومینیوم ساخته می‌شود. البته امروزه از مصالح دیگری مانند پانل‌های از پیش عایق شده و پلاستیک نیز در بعضی مواقع برای ساخت کانال هوا استفاده می‌شود.
در کارخانجات صنعتی کانال‌ها و داکت‌ها جهت انتقال هوا، غبار و سیالات نیز بکار می‌روند؛ که اصطلاحاً داکتینگ گفته می‌شود.

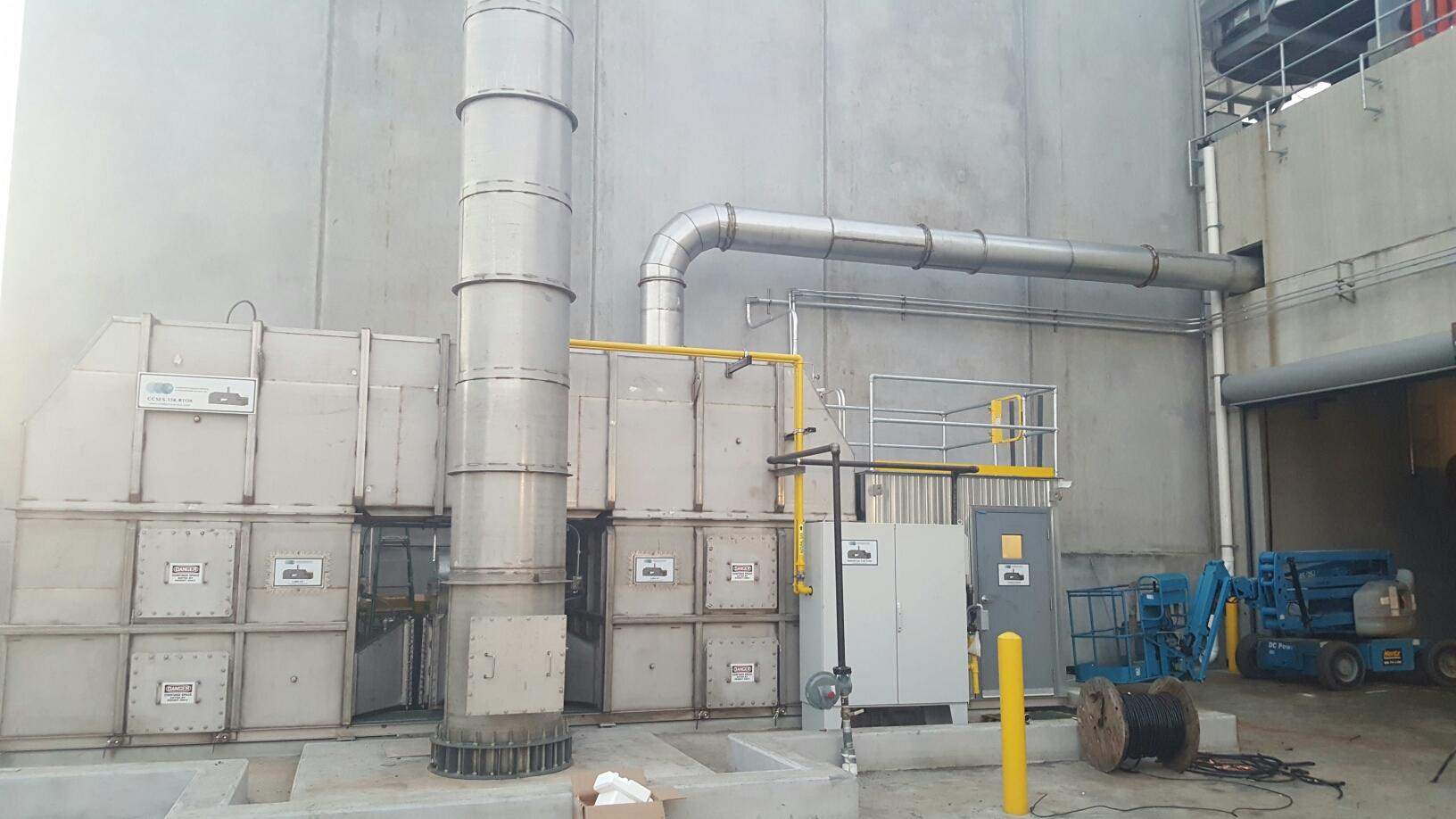
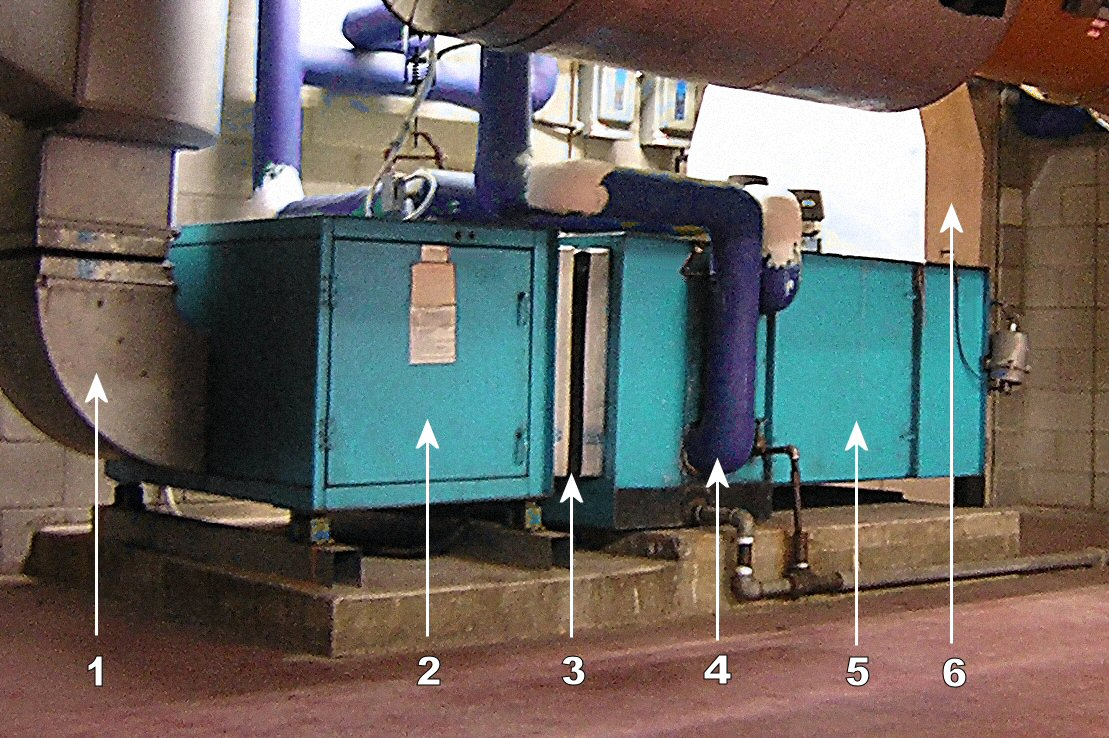

1. ↑  «کانال صنعتی یا داکت انتقال هوا - سهند هواساز». دریافت‌شده در ۲۰۲۴-۰۶-۲۹.